# I Liceum Ogólnokształcące im. Juliusza Słowackiego w Przemyślu
I Liceum Ogólnokształcące im. Juliusza Słowackiego w Przemyślu – szkoła ponadpodstawowa w Przemyślu, założona w 1628 roku.

## Historia
Szkoła założona została w 1628 przez jezuitów. Ponownie otwarta w 1654, funkcjonowała bez przerw do 1773, w którym utworzone zostało austriackie kolegium. Po I wojnie światowej przyjęto Juliusza Slowackiego za patrona szkoły.
Zarządzeniem Ministra Wyznań Religijnych i Oświecenia Publicznego Wojciecha Świętosławskiego z 23 lutego 1937 „I Państwowe Gimnazjum im. Juliusza Słowackiego w Przemyślu” zostało przekształcone w „I Państwowe Liceum i Gimnazjum im. Juliusza Słowackiego w Przemyślu” (państwową szkołę średnią ogólnokształcącą, złożoną z czteroletniego gimnazjum i dwuletniego liceum), a po wejściu w życie tzw. reformy jędrzejewiczowskiej szkoła miała charakter męski, a wydział liceum ogólnokształcącego był prowadzony w typie humanistycznym i matematyczno-fizycznym łączonym z przyrodniczym.

## Nauczyciele i uczniowie
(Materiał źródłowy – lista abiturientów C. K. Gimnazjum w Przemyślu z lat 1850–1894)
- Mosze Altbauer – językoznawca, profesor Uniwersytetu Jagiellońskiego i Hebrajskiego;
- Przemysław Babiarz – dziennikarz sportowy;
- Stanisław Bartmiński – ksiądz, dziennikarz, współtwórca serialu Plebania;
- Jan Bezucha – adwokat, działacz społeczny i kombatancki;
- Marcin Biały – duchowny;
- Alfred Bisanz – oficer;
- Ernest Bisanz – inżynier, oficer (1905);
- Stanisław Biega – działacz narodowy, społeczny;
- Tadeusz Bystrzycki – burmistrz Przemyśla, zamordowany przez NKWD;
- Teodor Cais – oficer, urzędnik (1911);
- Leopold Cehak – generał brygady Wojska Polskiego;
- Euzebiusz Czerkawski – rektor Uniwersytetu Lwowskiego, honorowy obywatel Lwowa, poseł;
- Adolf Dietzius – lekarz, polityk;
- Jan Dobrzański – pisarz, redaktor Gazety Narodowej, dyrektor teatru lwowskiego;
- Józef Doliński – działacz niepodległościowy, kawaler Virtuti Militari (1911)
- Maurycy Drewiński – lekarz;
- Józef Drozd – ksiądz katecheta rzymskokatolicki w gimnazjum od 1884 do 1903;
- Władysław Freisinger – lekarz, oficer;
- Józef Galant – lekarz, działacz sokoli, społecznik, poeta;
- Apolinary Garlicki – nauczyciel, historyk, poseł i senator II Rzeczypospolitej, zamordowany przez NKWD;
- Jakub Glazer – biskup pomocniczy przemyski w latach 1887–1898;
- Władysław Glazór – tytularny pułkownik Wojska Polskiego;
- Stanisław Gniewosz – ziemianin, poseł;
- ks. Zygmunt Gorazdowski – święty Kościoła katolickiego;
- Stefan Grabiński – pisarz, przedstawiciel nurtu grozy w polskiej literaturze międzywojennej;
- Leopold Hauser – prawnik, działacz społeczny, honorowy obywatel miasta Przemyśla;
- Edward Heil – harcmistrz, komendant Szarych Szeregów w Krakowie;
- Roman Kajetan Ingarden – inżynier hydrotechnik;
- Mieczysław Jamrógiewicz – nauczyciel;
- Walery Jaworski – profesor medycyny, jeden z pionierów gastrologii w Polsce;
- Kazimierz Kling – profesor chemii, twórca polskiej szkoły analityków i metodyków badań ropy naftowej i gazu ziemnego;
- Zygmunt Klinger – nauczyciel
- Adam Konopnicki – nauczyciel języka polskiego, języka niemieckiego, historii naturalnej od 1906 do 1908;
- Henryk Kopia – nauczyciel, pedagog, literat, bibliotekarz, działacz społeczny;
- Platon Kostecki – dziennikarz, pisarz;
- Walerian Krywult – nauczyciel;
- Antoni Kwiatkowski – nauczyciel;
- Stanisław Lechowicz – pułkownik piechoty Wojska Polskiego;
- Anatol Lewicki – historyk mediewista, profesor Uniwersytetu Jagiellońskiego;
- Jan Welisław Lewicki – prawnik;
- Mikołaj Liwczak – duchowny greckokatolicki i prawosławny, likwidator unickiej diecezji chełmskiej;
- Michał Ładyżyński – nauczyciel;
- Stanisław Łobaczewski – prawnik, adwokat;
- Adolf Jan Łazor – podpułkownik uzbrojenia Wojska Polskiego;
- Włodzimierz Adam Łoś – urzędnik;
- Zygmunt Majerski – architekt, profesor Politechniki Śląskiej;
- ks. Bronisław Markiewicz – założyciel Zgromadzenia Świętego Michała Archanioła, błogosławiony Kościoła katolickiego;
- Czesław Mączyński – dowódca polskich sił zbrojnych podczas obrony Lwowa w listopadzie 1918;
- August Menczak – pułkownik pilot Wojska Polskiego, stracony w 1952;
- Józef Mieses – naczelny rabin Wojska Polskiego, nauczyciel;
- Władysław Milko – kapitan Legionów Polskich, kawaler Virtuti Militari;
- Wacław Minakowski – biochemik, profesor Wyższej Szkoły Rolniczej i Akademii Rolniczo-Technicznej w Olsztynie;
- Tadeusz Miszczak – lekarz;
- Natan Nebenzahl – prawnik;
- Julian Niedźwiedzki – mineralog i geolog, rektor Politechniki Lwowskiej, profesor;
- bp Anatol Nowak – biskup diecezjalny przemyski w latach 1924–1933;
- Kazimierz Orzechowski – profesor neurologii Uniwersytetu Lwowskiego i Warszawskiego;
- ks. Józef Panaś – kapelan II Brygady Legionów Polskich, działacz ruchu ludowego, publicysta, pamiętnikarz, obrońca Lwowa i Przemyśla;
- dr Otto Pehr, Otton Karol Pehr – polski prawnik, działacz socjalistyczny i urzędnik konsularny[5][6];
- bp Józef Sebastian Pelczar – biskup pomocniczy w latach 1899–1900 i biskup diecezjalny przemyski w latach 1900–1924, założyciel Zgromadzenia Służebnic Najświętszego Serca Jezusowego, święty Kościoła katolickiego;
- bp Julian Pełesz – greckokatolicki biskup przemyski w latach 1891–1896;
- Franciszek Persowski – historyk, prorektor Wyższej Szkoły Pedagogicznej w Krakowie 1964–1965
- Leonard Piętak – profesor prawa rzymskiego, rektor Uniwersytetu Lwowskiego, minister ds. Galicji 1900-1906;
- Szczepan Pilecki – nauczyciel, działacz społeczny i narodowy;
- Tadeusz Pióro – generał brygady LWP, historyk wojskowości;
- Adam Remiszewski – starosta
- Józef Sałabun – nauczyciel, astronom, działacz polityczny;
- Kazimierz Schaller – oficer, kawaler Virtuti Militari;
- Edmund Ścibor-Rylski – oficer, urzędnik;
- Mojżesz Schorr – historyk orientalista, znawca prawa babilońskiego, semitolog, rabin, działacz polityczny, senator II RP, wiceprezydent B’nai B’rith, jeden z twórców nowoczesnej historiografii polskich Żydów;
- Zygmunt Franciszek Skórski – nauczyciel, dyrektor I Państwowego Gimnazjum im. Juliusza Słowackiego w Przemyślu od 1922[7], pedagog, animator kultury[8][9];
- Jan Zygmunt Skrzynecki – generał, wódz naczelny powstania listopadowego;
- Stanisław Spis – rektor i dziekan Uniwersytetu Jagiellońskiego;
- Bronisław Stasicki – duchowny rzymskokatolicki (1854),
- Kazimierz Steier – doktor medycyny, tytularny generał brygady Wojska Polskiego;
- Henryk Stroka – powstaniec styczniowy, porucznik, metodyk, poeta i pisarz. Nauczyciel szkół Rzeszowa i Krakowa;
- Wincenty Stroka – poeta, tłumacz, poliglota, profesor gimnazjalny związany z Krakowem;
- Leon Studziński – urzędnik, starosta;
- Henryk Suchecki – filolog, językoznawca, profesor Uniwersytetu Karola w Pradze i Uniwersytetu Jagiellońskiego;
- Wojciech Ślączka – powstaniec styczniowy, doktor praw, adwokat, radny, działacz niepodległościowy i społeczny w Sanoku;
- Edward Tadla – sędzia (1921);
- Apolinary Tarnawski – lekarz, pionier przyrodolecznictwa w Polsce;
- Leonard Tarnawski – adwokat, działacz społeczny, polityk;
- Władysław Tarnawski – filolog anglista, tłumacz wszystkich dzieł Szekspira;
- Rafał Taubenschlag – historyk prawa, nauczyciel akademicki, specjalista w dziedzinie prawa rzymskiego i papirologii;
- Stanisław Umański – nauczyciel;
- Roman Vimpeller – nauczyciel;
- Anatol Wachnianin – ukraiński działacz społeczny, polityk;
- Ludwik Wielgosz – sierżant Legionów Polskich, kawaler Virtuti Militari
- Antoni Wołek Wacławski – duchowny rzymskokatolicki,
- Jan Chryzostom Zachariasiewicz – pisarz i dziennikarz pochodzenia ormiańskiego;
- Hugo Zapałowicz – oficer, prawnik, botanik, działacz turystyczny, badacz Karpat i gór Argentyny;
- Jan Zaufall – urzędnik samorządowy (1914);
- Mieczysław Ziemnowicz – nauczyciel, dyrektor I Państwowego Gimnazjum im. Juliusza Słowackiego w Przemyślu[10];
- Henryk Zins – profesor historii, mediewista, autor m.in. Historii Anglii, Historii Kanady;
- Wawrzyniec Żmurko – matematyk, profesor Uniwersytetu Lwowskiego i Politechniki Lwowskiej, wynalazca konograficznych przyrządów geometrycznych, uważany za prekursora słynnej lwowskiej szkoły matematycznej.